# Nosekiella
Nosekiella es un género de Protura en la familia Acerentomidae.

## Especies
- Nosekiella behanae Nosek, 1977
- Nosekiella condei (Tuxen, 1955)
- Nosekiella danica Condé, 1947
- Nosekiella hoogstraali Nosek, 1980
- Nosekiella urasi Imadaté, 1981